# 比利亚多斯
比利亚多斯，是西班牙阿拉贡自治区萨拉戈萨省的一个市镇。 总面积17平方公里，总人口85人（2001年），人口密度5人/平方公里。